# 燕鸻科
燕鸻科（学名Glareolidae）是鸟纲鸻形目的一个科，为涉禽。该科共计有5属17种。